# مهین شهابی
مهین نیک‌طبع مشهور به مهین شهابی (زاده ۲۵ شهریور ۱۳۱۵ – درگذشته ۱ شهریور ۱۳۸۹) هنرپیشه اهل ایران بود.

## زندگی
پدر مهین نظامی بود، مادر او شاهزاده آغا دختر محمدحسین میرزا مؤیدالدوله نوه (تهماسب میرزا مؤیدالدوله) یا طهماسب میرزا از خاندان قاجار و همسرش هوشنگ شهابی نویسنده، شاعر و آهنگساز سینما بود. برای اولین بار در دوره دبیرستان چند نمایش را به شکل آماتور بازی کرد. بعد از ازدواج به گروه اسکویی‌ها پیوست و سپس به استخدام وزارت فرهنگ و هنر درآمد. همزمان در تئاتر سنگلج به ایفای نقش می‌پرداخت. او بازنشسته وزارت فرهنگ و ارشاد اسلامی بود. به گفته او:
«کسانی که کار هنر می‌کنند باید بدانند که هم زندگی خودشان را داشته باشند و هم هنرشان را حفظ کنند. هم به کار هنری‌شان بپردازند و هم امور زندگی خود یعنی بچه‌داری و همسرداری را انجام دهند که بسیار مقدس است.»

## کارنامه هنری

از راست: فیروز بهجت‌محمدی، خسرو فرزین، مهین شهابی، فرزانه تأییدی و عزت‌الله انتظامی در جشن هنر شیراز.

مهین شهابی فعالیت هنری خود را با تئاتر و گروه اسکویی‌ها (مهین اسکویی و مصطفی اسکویی)‌ آغاز کرد. اولین نمایشی که در آن ظاهر شد «طبقه ششم» نام داشت که حدود ۴ ماه در تئاتر آناهیتا به روی صحنه بود. سپس با همین گروه در نمایش «روباه‌ها» بازی کرد. بعد از آن وارد رادیو شد و در کنار مانی برنامه جوانان رادیو را گویندگی کرد. با بازی در نمایش «کاپیتان قره گز» در کنار داوود رشیدی وارد اداره هنرهای دراماتیک شد و بالاخره با نقش‌آفرینی در نمایش «دست بزن» به کارگردانی پری صابری اولین حضورش در یک نمایش تلویزیونی را داشت.
شهابی در سال ۱۳۳۹ و درحالی که ۲۴ سال داشت، در فیلم ماجرای جنگل ساختهٔ مهدی میرصمدزاده جلوی دوربین رفت (نام وی در تیتراژ این فیلم بانو م.ش. ذکر شده). با سریال آئینه به کارگردانی غلامحسین لطفی میان مردم محبوبیت فراوانی یافت و آخرین بازی وی در پنجاهمین سال بازیگری‌اش در سریال وضعیت سفید حمید نعمت‌الله، به دنبال بیماری و درگذشت او نیمه تمام ماند. ادامه نقش او را شهین تسلیمی ادامه داد.
او پیش از این فیلم در سال ۱۳۸۷ در تله‌فیلم بیا از گذشته حرف بزنیم (به کارگردانی حمید نعمت‌الله) که به موضوع زیارت حرم امام رضا اختصاص داشت و در مشهد می‌گذشت، در کنار پوراندخت مهیمن و ثریا قاسمی بازی کرد که بسیار مورد توجه بینندگان قرار گرفت.

## فیلم‌شناسی

### سینمایی
| سال انتشار | نام فیلم        | کارگردان         |
| ---------- | --------------- | ---------------- |
| ۱۳۳۹       | ماجرای جنگل     | مهدی میرصمدزاده  |
| ۱۳۴۸       | گاو             | داریوش مهرجویی   |
| ۱۳۵۱       | بی‌تا            | هژیر داریوش      |
| ۱۳۵۲       | قیامت عشق       | هوشنگ حسامی      |
| ۱۳۵۳       | سازش            | محمد متوسلانی    |
| ۱۳۵۹       | آقای هیروگلیف   | غلامعلی عرفان    |
| ۱۳۶۲       | شیلات           | رضا میرلوحی      |
| ۱۳۶۵       | مزدوران         | جهانگیر جهانگیری |
| ۱۳۶۵       | مأموریت         | حسین زندباف      |
| ۱۳۶۵       | بگذار زندگی کنم | شاپور قریب       |
| ۱۳۶۶       | گل مریم         | حسن محمدزاده     |
| ۱۳۶۶       | پاییزان         | رسول صدرعاملی    |
| ۱۳۶۷       | پنجره           | امیر توسل        |
| ۱۳۶۸       | دو سرنوشت       | مهران تأئیدی     |
| ۱۳۷۰       | آقای بخشدار     | خسرو معصومی      |
| ۱۳۷۰       | دو نیمه سیب     | کیانوش عیاری     |
| ۱۳۷۳       | شریک زندگی      | علی خوش نشین     |
| ۱۳۷۴       | روز دیدار       | علی خوش نشین     |

### تلویزیونی

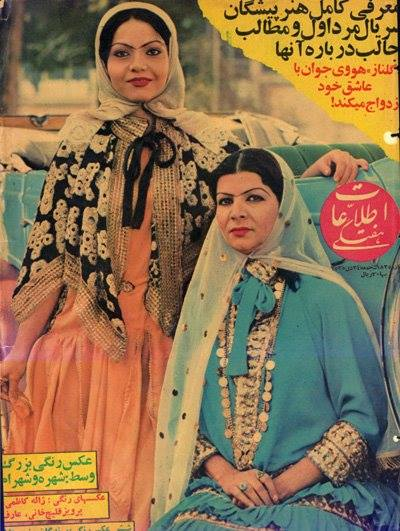
به همراه ثریا حکمت

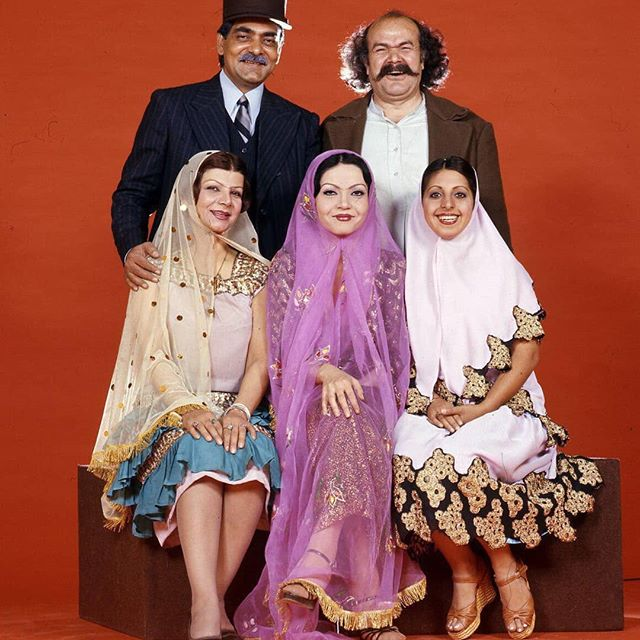
بازیگران سریال مرد اول: ایستاده از راست: ولی‌الله شیراندامی، گرشا رئوفی نشسته از راست: سرور امجدی، ثریا حکمت و مهین شهابی

| سال       | نام                             | سمت          | کارگردان               | توضیحات |
| --------- | ------------------------------- | ------------ | ---------------------- | --- |
| ۱۳۸۷      | وضعیت سفید                      | بازیگر       | حمید نعمت‌الله          | بازی «مهین شهابی» در این سریال، پس از گذشت سه هفته از فیلمبرداری، به دلیل تشدید علائم بیماری، ناتمام ماند و تیم تولید، دوباره همان پلان‌ها را با «شهین تسلیمی» ضبط کردند. |
| ۱۳۸۷      | تله فیلم بیا از گذشته حرف بزنیم | بازیگر       | حمید نعمت‌الله          | |
| ۱۳۸۷      | ترانه مادری                     | بازیگر       | حسین سهیلی‌زاده         | شبکه ۳ |
| ۱۳۸۴–۱۳۸۵ | کارآگاه رشید                    | بازیگر       | سیدمحسن موسویان        | محصول سیمای مرکز اصفهان شبکه ۳ |
| ۱۳۸۴      | پای پیاده                       | بازیگر       | اصغر توسلی             | شبکه تهران |
| ۱۳۸۲      | داوطلب                          | بازیگر       | مسعود تکاور            | |
| ۱۳۸۰–۱۳۸۱ | سیب ترش                         | بازیگر       | خسرو معصومی            | شبکه ۲ |
| ۱۳۷۹      | نود شب                          | بازیگر       | مهران مدیری            | شبکه ۳ |
| ۱۳۷۸      | مثل باران                       | بازیگر       | سیدمحسن موسویان        | |
| ۱۳۷۶      | همه فرزندان من                  | بازیگر       | محمد دستگردی           | شبکه ۱ |
| ۱۳۷۵      | قصه شب سیما                     | بازیگر       | مسعود فروتن            | بازی در اپیزود «زندگی تازه» |
| ۱۳۷۵      | خانه سبز                        | بازیگر مهمان | بیژن بیرنگ، مسعود رسام | شبکه ۲ |
| ۱۳۷۳      | اشتباه در اشتباه                | بازیگر       | جواد انصافی            | شبکه ۱ کارگردان تلویزیونی: «علی عسگری» |
| ۱۳۷۳      | نیمهٔ پنهان ماه                  | بازیگر       | مجید جعفری             | در ماه رمضان هر شب از شبکه ۱ پخش می‌شد. |
| ۱۳۷۲      | لبخند زندگی                     | بازیگر       | محمد دستگردی           | شبکه ۱ |
| ۱۳۷۱      | خانهٔ بخت                        | بازیگر       | فریدون فرهودی          | در دهه فجر ۱۳۷۱ از شبکه ۲ پخش شد. |
| ۱۳۷۰      | سایه‌ای برای همه                 | بازیگر       | مصطفی صفاری            | محصول سیمای مرکز مشهد - پخش از شبکه ۱ |
| ۱۳۶۷      | گالش‌های مادربزرگ                | بازیگر       | بهمن زرین‌پور           | در نوروز ۱۳۶۸ پخش شد. |
| ۱۳۶۶–۱۳۶۷ | زنگ بیداری                      | بازیگر       | هرمز هدایت             | از برنامه کودک و نوجوان شبکه ۱ پخش می‌شد. کارگردان تلویزیونی: «سیما ایلخان»                                                                                               |
| ۱۳۶۴      | آئینه                           | بازیگر       | غلامحسین لطفی          | شبکه ۱ |
| ۱۳۶۳      | باز مدرسم دیر شد                | بازیگر       | حسین افصحی             | کارگردان تلویزیونی: «مهوش جزایری» |
| ۱۳۶۱      | تله تئاتر «شیطان در تاریکی»     | بازیگر       | داریوش مؤدبیان         | |
| ۱۳۶۰      | مثل‌آباد                         | بازیگر       | رضا ژیان               | کارگردان تلویزیونی: «مسعود فروتن» |
| ۱۳۵۹      | شاه‌دزد                          | بازیگر       | احمد نجیب‌زاده          | در بهمن ۱۳۵۹ از شبکه ۱ پخش شد. |
| ۱۳۵۶–۱۳۵۷ | تابستان، تابستان                | بازیگر       | پرویز کاردان           | |
| ۱۳۵۶      | طلاق                            | بازیگر       | مسعود اسداللهی         | |
| ۱۳۵۵      | خانهٔ حمیدآقا                    | بازیگر       | ؟                      | پرویز کاردان و گرشا رئوفی هم در آن بازی کرده بودند. |
| ۱۳۵۵      | مرد اول                         | بازیگر       | پرویز کاردان           | |
| ۱۳۵۳      | تله تئاتر «پیچ خطرناک»          | بازیگر       | محمدعلی جعفری          | |
| ۱۳۵۲      | تله تئاتر «رومئو و ژانت»        | بازیگر       | اسماعیل شنگله          | نویسنده: «ژان آنوئی» |
| ۱۳۵۱      | تله تئاتر «بختک»                | بازیگر       | محمدعلی کشاورز         | نویسنده: «محمد صنعتی» |
| ۱۳۴۳      | تله تئاتر «یک کلاغ، چهل کلاغ»   | بازیگر       | ؟                      | «خسرو شجاع‌زاده»، «ظفیره داداشیان»، «محمود رئوفی» ، «فرزانه تأییدی»، «جمیله شیخی»، «علی نصیریان» و «عزت‌الله انتظامی»، هم در این نمایش تلویزیونی بازی کرده بودند.          |
| ۱۳۴۳      | تله تئاتر «کفاشه پر جوش و خروش» | بازیگر       | ؟                      | «فرزانه تأییدی»، «جمشید مشایخی»، «محمود رئوفی» «پرویز فنی‌زاده»، «محمد نوری» و «خسرو شجاع‌زاده» هم در این نمایش تلویزیونی بازی کرده بودند.                                 |
| ۱۳۴۱      | تله تئاتر «آتشکده»              | بازیگر       | علی نصیریان            | «فرزانه تأییدی» و «جمشید مشایخی» و «منوچهر فرید» هم در این نمایش تلویزیونی بازی کرده بودند.                                                                              |

## مرگ

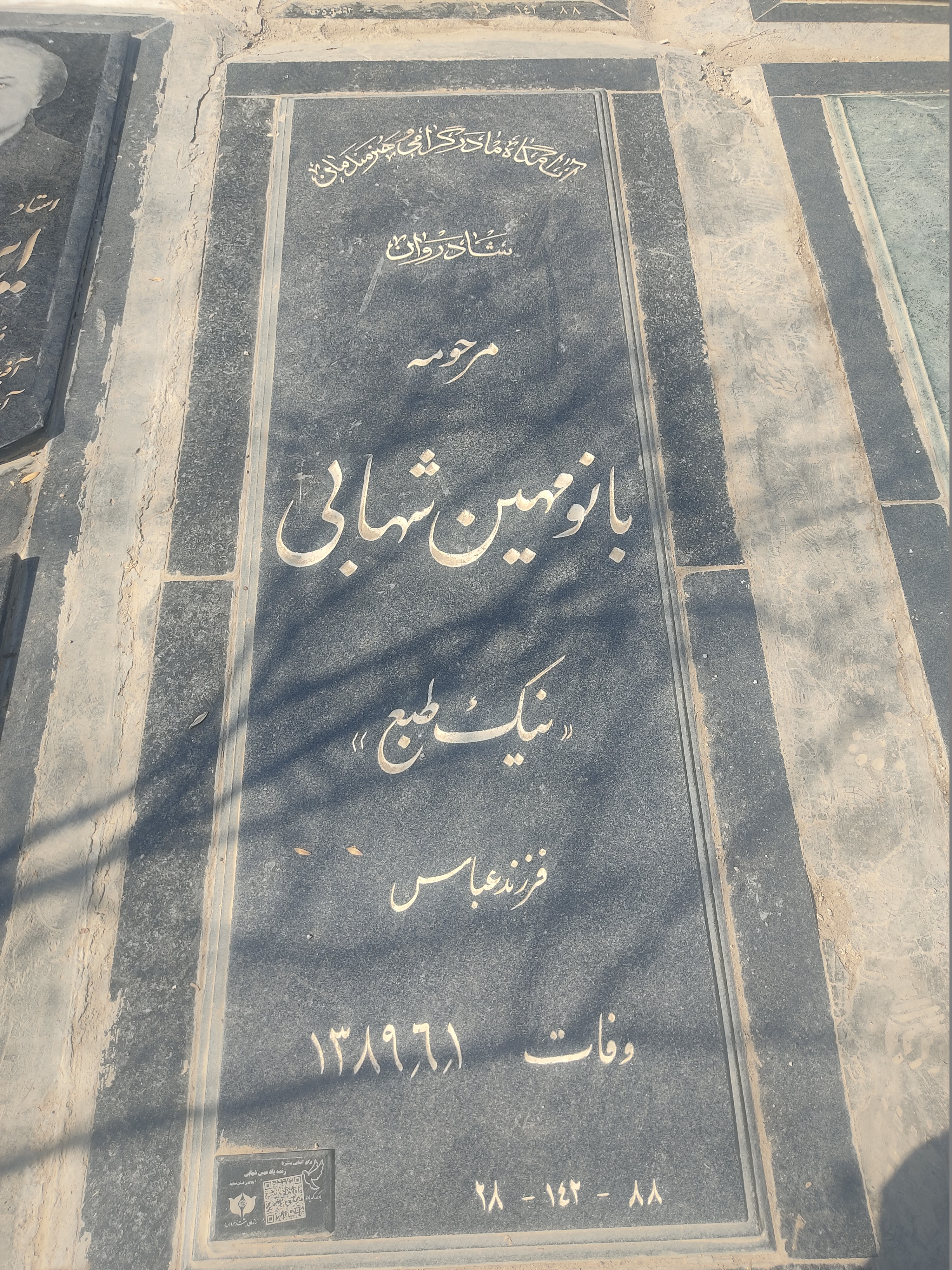
قبر مهین شهابی در قطعه هنرمندان بهشت زهرا

مهین شهابی در سن ۷۳ سالگی در روز ۱۹ فروردین ۱۳۸۹ به دلیل تومور مغزی در بیمارستان پارس تهران بستری شد و در ساعت ۶ صبح روز اول شهریور ماه ۱۳۸۹ درگذشت. و در قطعه هنرمندان بهشت زهرا به خاک سپرده شد.